# Matthias Bel
Pour les articles homonymes, voir Bel (homonymie).

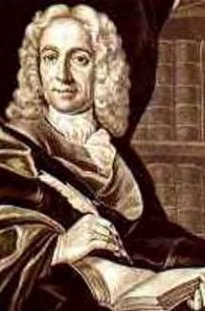
Matthias Bel

Matthias Bel ((hu) Bél Mátyás, (sk) Matej Bel, (la) Matthias Belius), né le 22 mars 1684 à Nagyócsa en Haute-Hongrie, aujourd'hui Očová en Slovaquie, mort le 29 août 1749  à Presbourg/Pozsony, aujourd'hui Bratislava, est un philosophe slovaco-hongrois, polymathe, encyclopédiste, éducateur, et prédicateur protestant (évangélique).

## Biographie
Il parlait slovaque (langue de son père), hongrois (langue de sa mère) et allemand (langue de sa femme) et écrivait essentiellement en latin.
Pionnier des Lumières slovaques et hongroises, il peut être considéré comme un des scientifiques les plus importants du XVIIIe siècle, le fondateur de l'histoire moderne des sciences dans le royaume de Hongrie - alors sous la domination autrichienne des Habsbourg - sur le modèle des encyclopédistes français comme Diderot.

## Biographie[2]
Matthias Bel effectue sa scolarité dans des écoles privées de Lučenec, Kalinovo et Dolná Strehová.
Enfant doué, ses parents l'encouragent dans ses études et il fréquente les lycées de Banská Bystrica, Presbourg/Pozsony, Veszprém, Pápa avant de passer son examen de maturité à Banská Bystrica.
Ces voyages précoces l'amènent à connaître les différents coins de la Hongrie, la géographie, la faune et la flore, apprenant sur les routes à connaître les gens, leurs coutumes et leurs habitudes.
Il part ensuite étudier la philosophie et la théologie à l'Université de Halle, où il est un étudiant talentueux et travailleur, soucieux de ne pas décevoir ses parents et remarqué par ses professeurs. Il obtient son diplôme en 1707 avant de revenir en Haute-Hongrie, soucieux de transmettre ses compétences aux plus jeunes.
Dès 1708, il devient vice-recteur puis en 1710, recteur du lycée évangélique de Banská Bystrica. À partir de 1719 il devient le pasteur de l'Église évangélique allemande de Presbourg.

## Œuvres
- Forma sacrorum verborum (Halle, 1707)
- Compendium (1713)
- Invitatio ad symbola conferenda dum historia linguae hungaricae libri II…edere parat… (Berolini, 1713)
- Grammatica latina (Leutschoviae, 1717)
- Rhetorices veteris et novae praecepta (Lipsiae, 1717)
- Institutiones linguac germanicae et slavicae in Hungaria ortu (Leutschoviae, 1718)
- De vetera literatura hunnoscythica exercitatio (Lipsiae, 1718)
- Christophori Cellarii latinitatis probatae et exercitae liber memorialis naturali ordine dispositus (Norimbergae, 1719)
- Flos medicinae scholae Salernitanae (Posonii, 1721)
- Hungariae antiquae et novae prodromus (Norinbergae, 1723)
- Preces christianae (Lipsiae, 1728)
- Die Gatt suchende Seele (1729)
- Der ungarische Sprachmeister. (Pressburg, 1729)
- Adparatus ad historiam Hungariae. Decades II. (Posonii, 1735–46)
- Notitia Hungariae novae historico-geographica. Partis I. Tom. I–IV. Partis II. Tom. V. Viennae, (1735–42)
- Compendium Hungariae geographicum (Posonii, 1753)
- Kurze und zuverlässige Nachricht von dem Zustande der protestantischen Kirche in Ungarn
- Compendiolum regnorum Slavoniae, Croatiae, Dalmatiae, Gallicae et Lodomeriae. Posonii et Cassoviae (1777)
- Miscellanea Berolinensia (1734)